# Aveluy
Aveluy est une commune française située dans le département de la Somme en région Hauts-de-France.
Elle est sur le circuit du Souvenir.

## Géographie

### Localisation

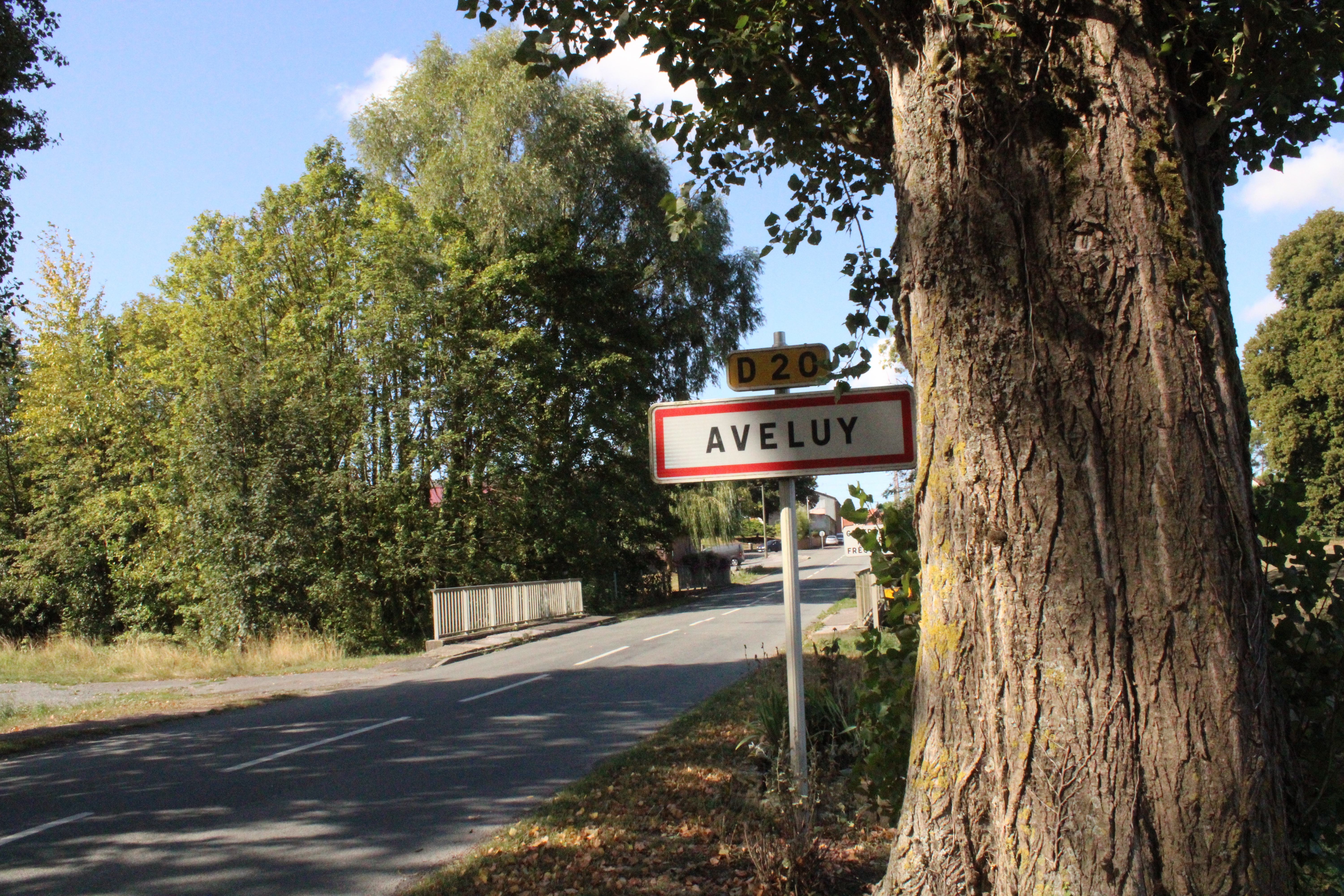
Entrée du village.
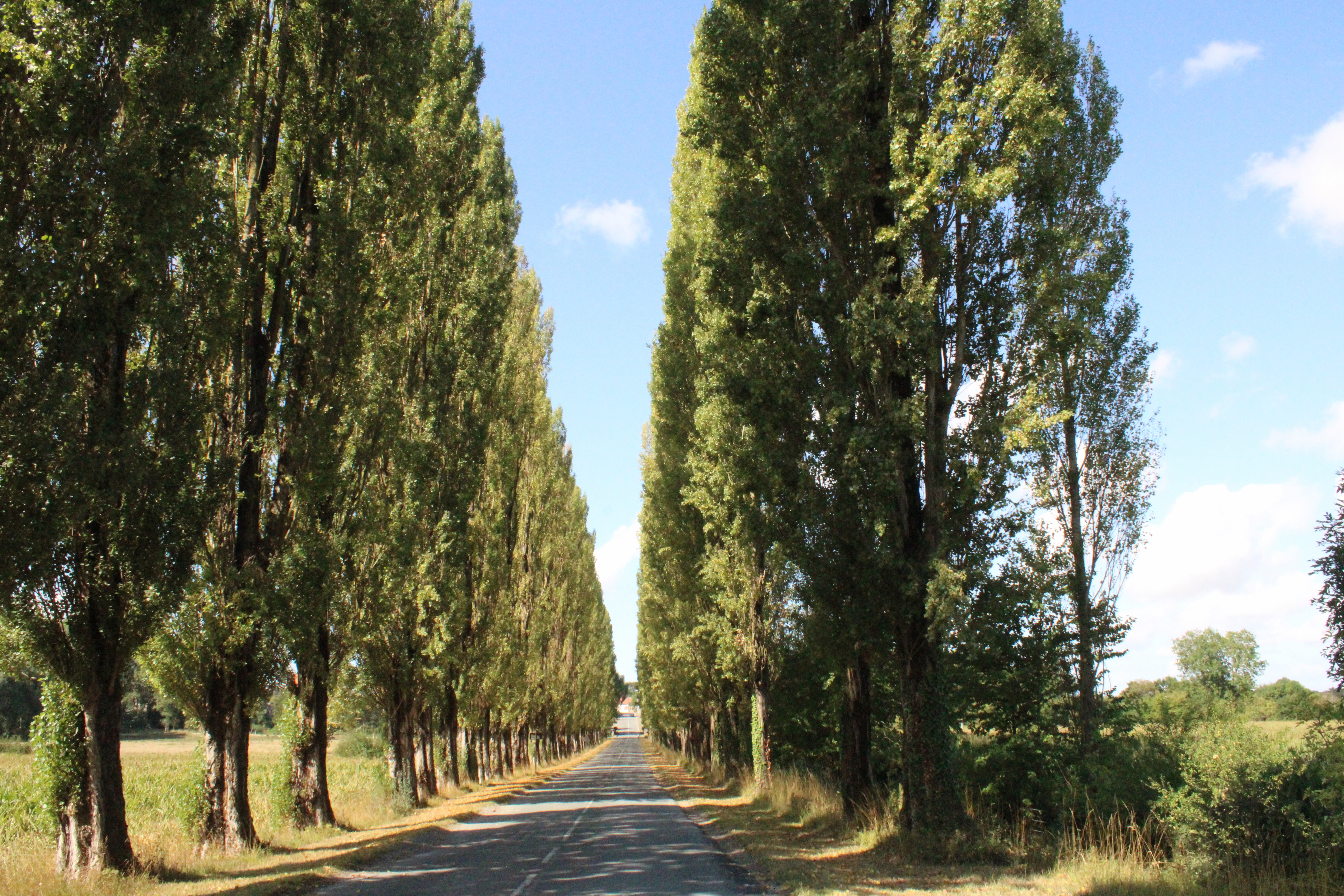
Route bordée de peupliers menant à l'entrée du village.

Aveluy est une commune jouxtant au nord Albert.
Le village  est situé sur la rive droite de l'Ancre, à 2 km  d'Albert, à 28 km à l'ouest de Péronne et à 32 km au nord-est d'Amiens.
Bien que la départementale D 20 relie directement Aveluy et Bouzincourt, les territoires de ces deux communes ne se touchent pas : ils sont séparés par ceux de Mesnil-Martinsart et d'Albert qui se rejoignent de part et d'autre de la D 20.
Le sol et le sous-sol de la commune sont de natures diverses : La vallée de l'Ancre possède un sol tourbeux tandis que les coteaux à l'est sont calcaires et ceux de l'ouest, en partie, argileux. Dans le village était exploité à la fin du XIXe siècle un gisement de tuf très compact et de silex.
Le  relief de la commune est accidenté. La vallée de l'Ancre est encaissée, elle occupe le nord, le centre et le sud de la commune. À l'ouest, le terrain est relevé en pente douce vers Bouzincourt. À l'est, les pentes sont plus fortes. Deux vallées sèches viennent rejoindre la vallée de l'Ancre en amont d'Aveluy.
Le bois d'Aveluy occupe la partie nord-ouest du territoire communal et le bois de la Haie la partie nord-est.
Le climat de la commune est tempéré océanique.

#### Communes limitrophes
| Mesnil-Martinsart | Authuille |                       |
|                   | Aveluy    | Ovillers-la-Boisselle |
|                   | Albert    |                       |

### Hydrographie

#### Réseau hydrographique
La commune est située dans le bassin Artois-Picardie. Elle est drainée par l'Ancre et le canal.
L'Ancre, d'une longueur de 37 km, prend sa source dans la commune de Miraumont et se jette  dans la Somme canalisée à Aubigny, après avoir traversé 21 communes.

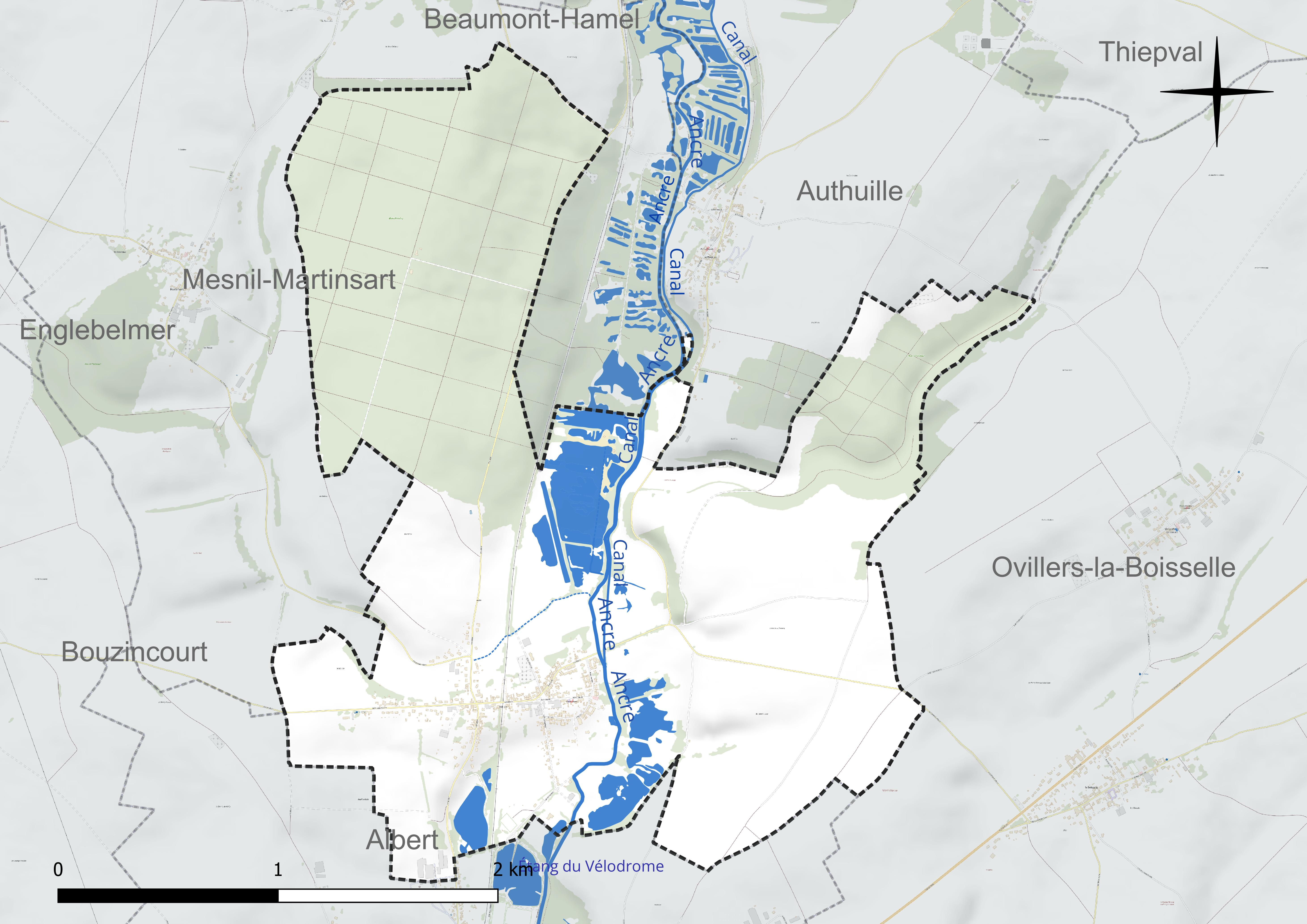
Réseau hydrographique d'Aveluy.

#### Gestion et qualité des eaux
Le territoire communal est couvert par le schéma d'aménagement et de gestion des eaux (SAGE) « Somme aval et Cours d'eau côtiers ». Ce document de planification concerne un territoire de 1 835 km2 de superficie, délimité par le bassin versant de la Somme canalisée. Le périmètre a été arrêté le 29 avril 2010 et le SAGE proprement dit a été approuvé le 6 août 2019. La structure porteuse de l'élaboration et de la mise en œuvre est le syndicat mixte d'aménagement hydraulique du bassin versant de la Somme (AMEVA).
La qualité des cours d'eau peut être consultée sur un site dédié géré par les agences de l'eau et l'Agence française pour la biodiversité.

### Climat
Pour des articles plus généraux, voir Climat des Hauts-de-France et Climat de la Somme.
En 2010, le climat de la commune est de type climat océanique dégradé des plaines du Centre et du Nord, selon une étude du CNRS s'appuyant sur une série de données couvrant la période 1971-2000. En 2020, Météo-France publie une typologie des climats de la France métropolitaine dans laquelle la commune est exposée à un climat océanique et est dans la région climatique Nord-est du bassin Parisien, caractérisée par un ensoleillement médiocre, une pluviométrie moyenne régulièrement répartie au cours de l'année et un hiver froid (3 °C).
Pour la période 1971-2000, la température annuelle moyenne est de 10,5 °C, avec une amplitude thermique annuelle de 14,3 °C. Le cumul annuel moyen de précipitations est de 734 mm, avec 12,3 jours de précipitations en janvier et 9 jours en juillet. Pour la période 1991-2020, la température moyenne annuelle observée sur la station météorologique la plus proche, située sur la commune de Méaulte à 5 km à vol d'oiseau, est de 10,7 °C et le cumul annuel moyen de précipitations est de 730,3 mm,. Pour l'avenir, les paramètres climatiques de la commune estimés pour 2050 selon différents scénarios d'émission de gaz à effet de serre sont consultables sur un site dédié publié par Météo-France en novembre 2022.
| Mois                                  | jan.           | fév.           | mars          | avril         | mai             | juin           | jui.           | août           | sep.         | oct.          | nov.            | déc.           | année      |
| ------------------------------------- | -------------- | -------------- | ------------- | ------------- | --------------- | -------------- | -------------- | -------------- | ------------ | ------------- | --------------- | -------------- | ---------- |
| Température minimale moyenne (°C)     | 1,1            | 1,2            | 3,3           | 5,1           | 8,2             | 11             | 12,9           | 13             | 10,5         | 7,6           | 4,3             | 1,8            | 6,7        |
| Température moyenne (°C)              | 3,6            | 4,2            | 7,2           | 9,9           | 13,2            | 16,1           | 18,3           | 18,5           | 15,2         | 11,2          | 7               | 4,1            | 10,7       |
| Température maximale moyenne (°C)     | 6              | 7,1            | 11,1          | 14,7          | 18,2            | 21,2           | 23,6           | 23,9           | 20           | 14,9          | 9,7             | 6,4            | 14,7       |
| Record de froid (°C) date du record   | −13,7 17.01.13 | −13 07.02.1991 | −9,1 13.03.13 | −4,7 07.04.21 | −1,6 07.05.1997 | 1,4 05.06.1991 | 4,8 04.07.1990 | 5,7 24.08.1993 | 2,1 30.09.18 | −4,3 29.10.03 | −8,5 24.11.1998 | −13,6 18.12.10 | −13,7 2013 |
| Record de chaleur (°C) date du record | 14,8 09.01.15  | 18,5 26.02.19  | 23,1 31.03.21 | 26,6 29.04.10 | 30,3 27.05.05   | 34,1 18.06.22  | 40,8 25.07.19  | 38,2 06.08.03  | 34 15.09.20  | 28 01.10.11   | 19,8 06.11.18   | 15,8 30.12.22  | 40,8 2019  |
| Précipitations (mm)                   | 61,2           | 49,9           | 53,5          | 43,3          | 58,7            | 56,7           | 60,7           | 64,7           | 55,9         | 69,6          | 72,1            | 84             | 730,3      |

## Urbanisme

### Morphologie urbaine
La commune a un habitat groupé. Situé à 2 km de la ville d'Albert, Aveluy forme avec cette ville et Méaulte, une seule agglomération, le bâti étant par endroits quasi continu.

### Typologie
Au 1er janvier 2024, Aveluy est catégorisée bourg rural, selon la nouvelle grille communale de densité à sept niveaux définie par l'Insee en 2022.
Elle est située hors unité urbaine. Par ailleurs la commune fait partie de l'aire d'attraction d'Amiens, dont elle est une commune de la couronne,. Cette aire, qui regroupe 369 communes, est catégorisée dans les aires de 200 000 à moins de 700 000 habitants,.

### Occupation des sols
L'occupation des sols de la commune, telle qu'elle ressort de la base de données européenne d'occupation biophysique des sols Corine Land Cover (CLC), est marquée par l'importance des territoires agricoles (51,8 % en 2018), en diminution par rapport à 1990 (54,3 %). La répartition détaillée en 2018 est la suivante : 
terres arables (43,5 %), forêts (36,9 %), prairies (8,3 %), zones urbanisées (6,2 %), zones humides intérieures (4,2 %), eaux continentales (1 %). L'évolution de l'occupation des sols de la commune et de ses infrastructures peut être observée sur les différentes représentations cartographiques du territoire : la carte de Cassini (XVIIIe siècle), la carte d'état-major (1820-1866) et les cartes ou photos aériennes de l'IGN pour la période actuelle (1950 à aujourd'hui).

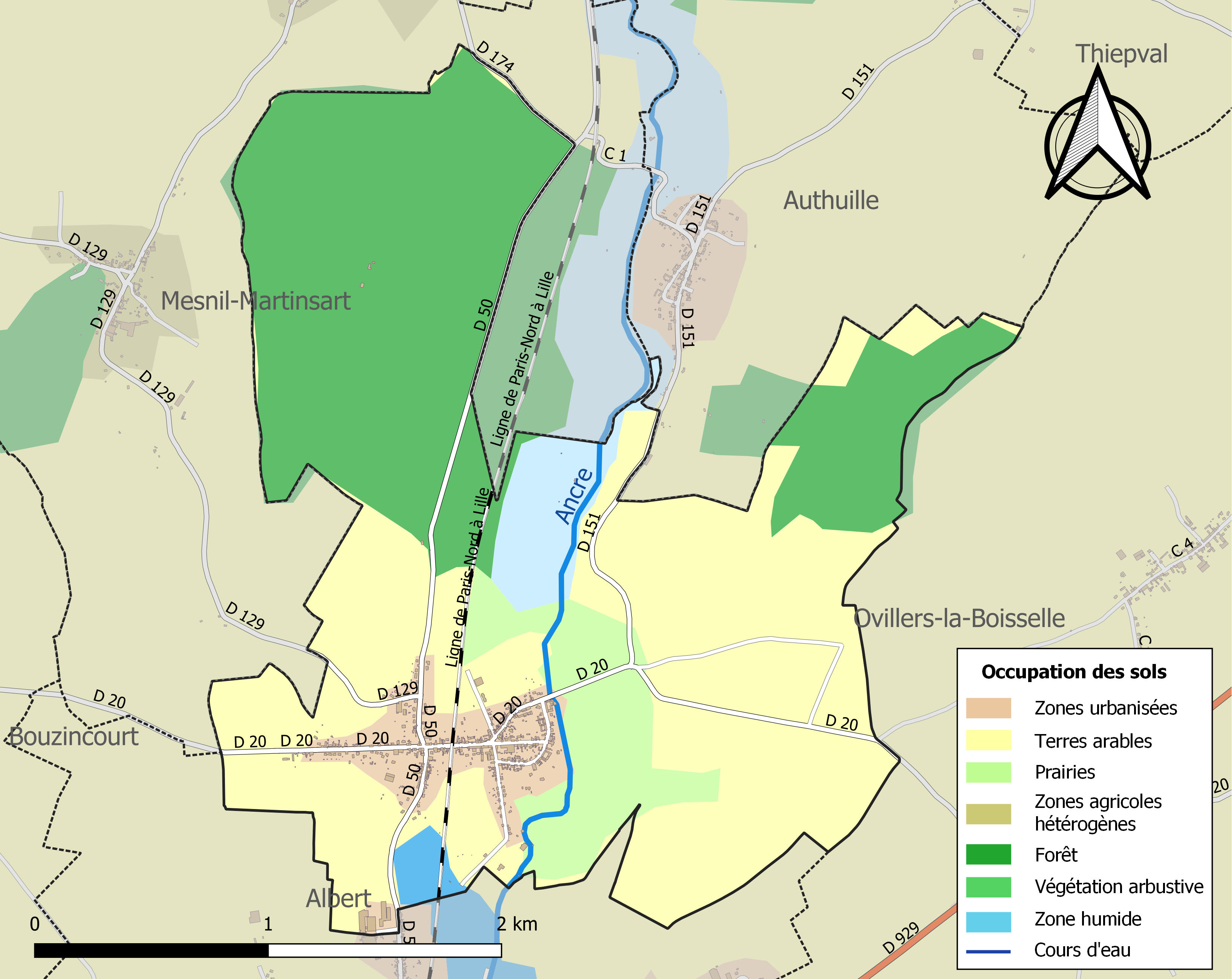
Carte des infrastructures et de l'occupation des sols de la commune en 2018 (CLC).

### Transports et communications
La commune est traversée par Ligne Paris - Lille et la route départementale D 50 Albert - Miraumont qui rejoint la D 9 avant Achiet-le-Petit, dans le Pas-de-Calais.
La station de chemin de fer la plus proche est la gare d'Albert desservie par des trains TER Hauts-de-France, qui effectuent des missions :
- semi-directes entre Rouen, ou surtout Amiens, et Lille ;
- omnibus entre Abbeville, ou surtout Amiens, et Albert, voire Arras.

## Toponymie
L'absence de formes anciennes rend les explications conjecturelles, cependant les toponymistes rapprochent le nom d'Aveluy, soit de celui d'Haveluy (Nord, Avelui 1230), soit de celui d'Ablis (Yvelines), attesté sous la forme Avallocium au VIe siècle,.
Il s'agirait d'une formation toponymique gauloise basée sur le mot avallo / aballo « pomme »,,, suivi d'un suffixe -ucium ou -ocium,, d'où le sens global de « pommeraie ».
Remarque : Albert Dauzat rapporte à Havelu (qu'il compare à Aveluy / Haveluy), la forme Avallocium du VIe siècle
Microtoponymie
De nombreux lieux-dits se trouvent dans la commune d'Aveluy :
- les Arris,
- les Avets, ou les Houx,
- le Bois d'Aveluy (au nord-ouest),
- le Bois de la Proie,
- le Bois de la Haye (au nord-est),
- le Buisson du Guet,
- les Dimerons,
- le Bordeau,
- les Bocqueux,
- le Bout du Monde,
- Champs Garin,
- Champs de Linars,
- les Caillets,
- le Chemin Blanc,
- la Coignée,
- Croix Bellehim,
- les Dix
- Entre Deux Chemins,
- les Frênes,
- la Maladrerie,
- la Plaine de Brebières,
- Plaine Sainte Marguerite,
- Pont Collard,
- les Quinze,
- Vallée du Hem, (au nord-est de la commune et donc en rive gauche de la vallée de l'Ancre)[18].
- Vallée du Plan.

## Histoire
La rédaction de cette section est issue des travaux de Pierre Daveluy de Pierregot.

### Moyen Âge

#### Haut Moyen Âge
La patronne d'Aveluy est sainte Fare. Son culte ne se répandit en dehors du diocèse de Meaux qu'au XIe siècle où on distribua ses reliques à diverses églises.
Comme l'église dédiée à sainte Fare, ou Faire (fête le 7 octobre), abbesse de Farmoutier-en-Brie, et morte en 655, l'érection de la paroisse ne pourrait guère remonter qu'au VIIIe ou IXe siècle.

#### Moyen Âge classique
Les chevaliers d'Aveluy sont issus de la maison de Beauvois. Ils portèrent tous un écu chargé d'un lion, à la bordure festonnée, ou ondée. Ces meubles sont restés dans la maison d'Aveluy, avec les émaux et métaux d'origines. Le cri des Beauvois était : Wallincourt. Ont-ils conservé le souvenir d'une extraction de cette maison ?
Aveluy eut ses anciens seigneurs ; ils existaient avant le XIIe siècle mais ils ne portaient pas le nom de ce pays. Certains servirent les Pays-Bas, mais beaucoup servirent Bourgogne. Une branche s'établit en Brabant. Déjà, en 1380, on rattachait la particule au patronyme, mais souvent, il s'agissait d'un cadet d'une famille ; cependant, ce n'était pas une généralité.
Les chevaliers d'Aveluy participèrent aux croisades.

#### Bas Moyen Âge
Les chevaliers d'Aveluy participèrent en 1346 à la bataille de Crécy, et à la bataille d'Azincourt en 1415.
La seigneurie d'Aveluy fut séparée de celle de Beauvoir, à la fin du XIVe siècle, et est directement attribuée à l'un des membres de cette famille. C'est ainsi qu'apparait subitement en 1424 Jean d'Aveluy, dit Lioncel (Lionel), en qualité de capitaine du château d'Encre (Albert). Il se fixe pendant peu de temps à Aveluy, et est l'ancêtre des Daveluy d'aujourd'hui. C'est lui qui rattache, officiellement, la particule au patronyme. Toutefois ce nom existait déjà antérieurement, puisque plusieurs chevaliers portent le nom d'Aveluy.

### Époque moderne
L"église d'Aveluy est desservie primitivement par le prieuré de Brebières qui en était très rapproché. Un prêtre séculier se réservait toute la dîme avec la nomination à la cure, dont les titulaires connus furent messieurs Dehen, bienfaiteur des pauvres, en 1684 ; Philippe Latiffy, ancien curé de Bray, en 1693 ; Gouy ; Dufour ; Wable ; (de) Warvillers, et Messio.
Les seigneurs d'Aveluy ont été confondus, au XIIIe siècle, avec les seigneurs de Beauvois, ou Beauvoir, paroisse de l'ancien doyenné de Ham, en Vermandois.
La seigneurie d'Aveluy disparait jusqu'au XVIIe siècle, où ce domaine, qui relevait du marquisat d'Albert, appartient au baron de Linars. L'unique héritière, Hermine de Linars, le transmet au marquis de Fléchin dont la descendance s'éteint en 1852.
Aveluy est détruit durant les guerres du XVIe siècle.
En 1777, parut un ouvrage, Trésor généalogique, ou extrait des titres anciens, par dom Philippe Joseph Caffiaux, religieux bénédictin de la congrégation de Saint-Maur. Ce travail concerne les maisons et familles de France, et des environs, connues en 1400, ou auparavant. Dans son ouvrage, dom Caffiaux note que la maison noble d'Aveluis tirait son nom d'un village en Picardie, près de la ville d'Encre, aujourd'hui Albert.

### Époque contemporaine

#### Première Guerre mondiale
Le village est totalement détruit pendant la Première Guerre mondiale, en 1916, au cours de la bataille de la Somme. Le bois d'Aveluy fut un important dépôt de munitions et de ravitaillement pour l'armée britannique pendant la guerre.
Il a  été décoré de la Croix de guerre 1914-1918, le 27 octobre 1920.

#### Seconde Guerre mondiale
Le 23 juillet 1944, dans le bois d'Aveluy, fut retrouvé le cadavre du coiffeur Léandre Deflandre, résistant arrêté par la Gestapo et torturé à la prison d'Amiens. Selon certains, il aurait été enterré vivant par la Feldgendarmerie d'Albert.

## Politique et administration

### Intercommunalité
La commune fait partie de la communauté de communes du Pays du Coquelicot, un établissement public de coopération intercommunale (EPCI) à fiscalité propre..

### Liste des maires
| Période                                  | Période                       | Identité           | Étiquette | Qualité                                                                                 |
| ---------------------------------------- | ----------------------------- | ------------------ | --------- | --------------------------------------------------------------------------------------- |
| Les données manquantes sont à compléter. |                               |                    |           |                                                                                         |
| mars 2001                                | 2008                          | Louis Sauvage      |           |                                                                                         |
| mars 2008                                | En cours (au 17 janvier 2021) | Christophe Buisset |           | Vice-président de la CA du Pays du Coquelicot (2020 → ) Réélu pour le mandat 2020-2026, |

## Population et société

### Démographie
L'évolution du nombre d'habitants est connue à travers les recensements de la population effectués dans la commune depuis 1793. Pour les communes de moins de 10 000 habitants, une enquête de recensement portant sur toute la population est réalisée tous les cinq ans, les populations de référence des années intermédiaires étant quant à elles estimées par interpolation ou extrapolation. Pour la commune, le premier recensement exhaustif entrant dans le cadre du nouveau dispositif a été réalisé en 2004.

En 2022, la commune comptait 537 habitants, en évolution de +2,68 % par rapport à 2016 (Somme : −1,26 %, France hors Mayotte : +2,11 %).
| 1793 | 1800 | 1806 | 1821 | 1831 | 1836 | 1841 | 1846 | 1851 |
| ---- | ---- | ---- | ---- | ---- | ---- | ---- | ---- | ---- |
| 316  | 295  | 329  | 340  | 390  | 438  | 393  | 387  | 371  |

| 1856 | 1861 | 1866 | 1872 | 1876 | 1881 | 1886 | 1891 | 1896 |
| ---- | ---- | ---- | ---- | ---- | ---- | ---- | ---- | ---- |
| 375  | 401  | 400  | 402  | 407  | 409  | 431  | 445  | 456  |

| 1901 | 1906 | 1911 | 1921 | 1926 | 1931 | 1936 | 1946 | 1954 |
| ---- | ---- | ---- | ---- | ---- | ---- | ---- | ---- | ---- |
| 457  | 427  | 444  | 189  | 383  | 478  | 534  | 524  | 476  |

| 1962 | 1968 | 1975 | 1982 | 1990 | 1999 | 2004 | 2006 | 2009 |
| ---- | ---- | ---- | ---- | ---- | ---- | ---- | ---- | ---- |
| 523  | 559  | 584  | 547  | 514  | 525  | 503  | 497  | 503  |

| 2014 | 2019 | 2022 | - | - | - | - | - | - |
| ---- | ---- | ---- | - | - | - | - | - | - |
| 523  | 521  | 537  | - | - | - | - | - | - |

### Enseignement
En 2020, la commune dispose d'une classe pour les élèves d'âge primaire, derrière la mairie et d'une autre pour les maternels, près de l'église.

## Culture locale et patrimoine

### Lieux et monuments
Aveluy est situé sur le Circuit du Souvenir de la Première Guerre mondiale.
On peut signaler :
- Église Sainte-Faire
- Manoir d'Aveluy à Aveluy.
- Le marais, dans la vallée de l'Ancre. Les problèmes d'infiltration nécessitent des travaux[31]. En novembre 2020, un réempoissonnement de 140 kg est effectué pour stimuler la pêche de loisirs[32]

- Lieux de mémoire de la Première Guerre mondiale
  - La Nymphe d'Aveluy : monument inauguré en avril 2016 par la sous-préfète de Péronne. Ce monument est la réplique d'une sculpture réalisée par un artiste anonyme - sans doute un poilu - représentée sur des cartes postales de 1915 qui l'intitulaient La Nymphe d'Aveluy. Aveluy était, à cette l'époque, un village à l'arrière du front où des soldats français étaient au repos. Ce monument est situé à la sortie du village, près du calvaire de la route de La Boisselle et de la route d'Authuille.
  - Monument aux morts surmonté du coq gaulois et orné d'une palme recouverte de la Croix de guerre.
  - Cimetières militaires :
    - Aveluy Wood Cemetery : 380 sépultures (354 Britanniques et 26 Australiens) ;
    - Lonsdale Cemetery:  situé à proximité du bois de la Haie, 1 543 corps (1 538 Britanniques, 4 Australiens et 1 Français) dont 815 non identifiés.
    - Aveluy Communal Cemetery Extension : 613 sépultures (549 Britanniques, 7 Canadiens, 54 Australiens, 1 Sud-Africain et 2 Indiens - ces trois derniers faisant partie d'unités de travailleurs).

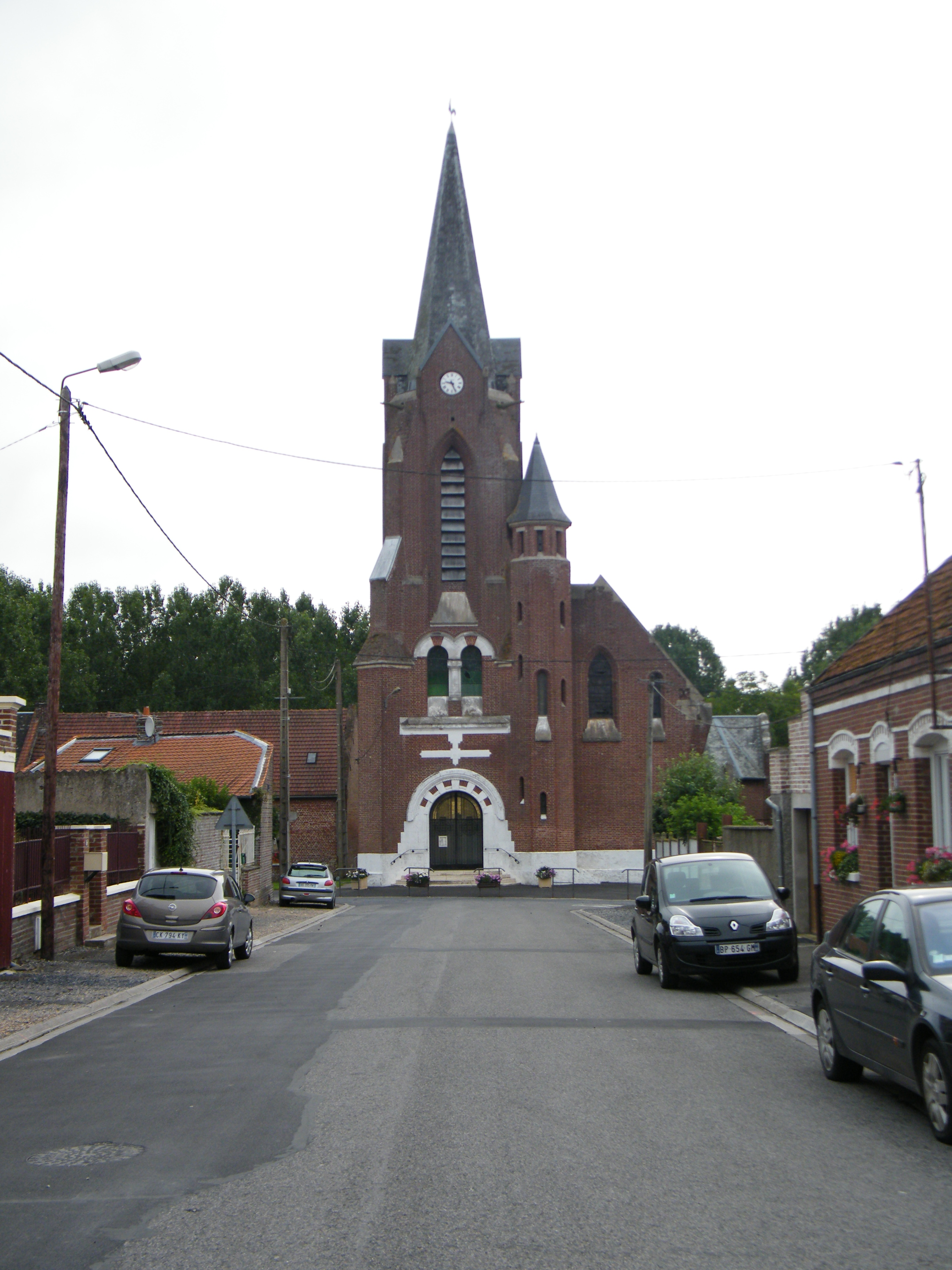
L'église
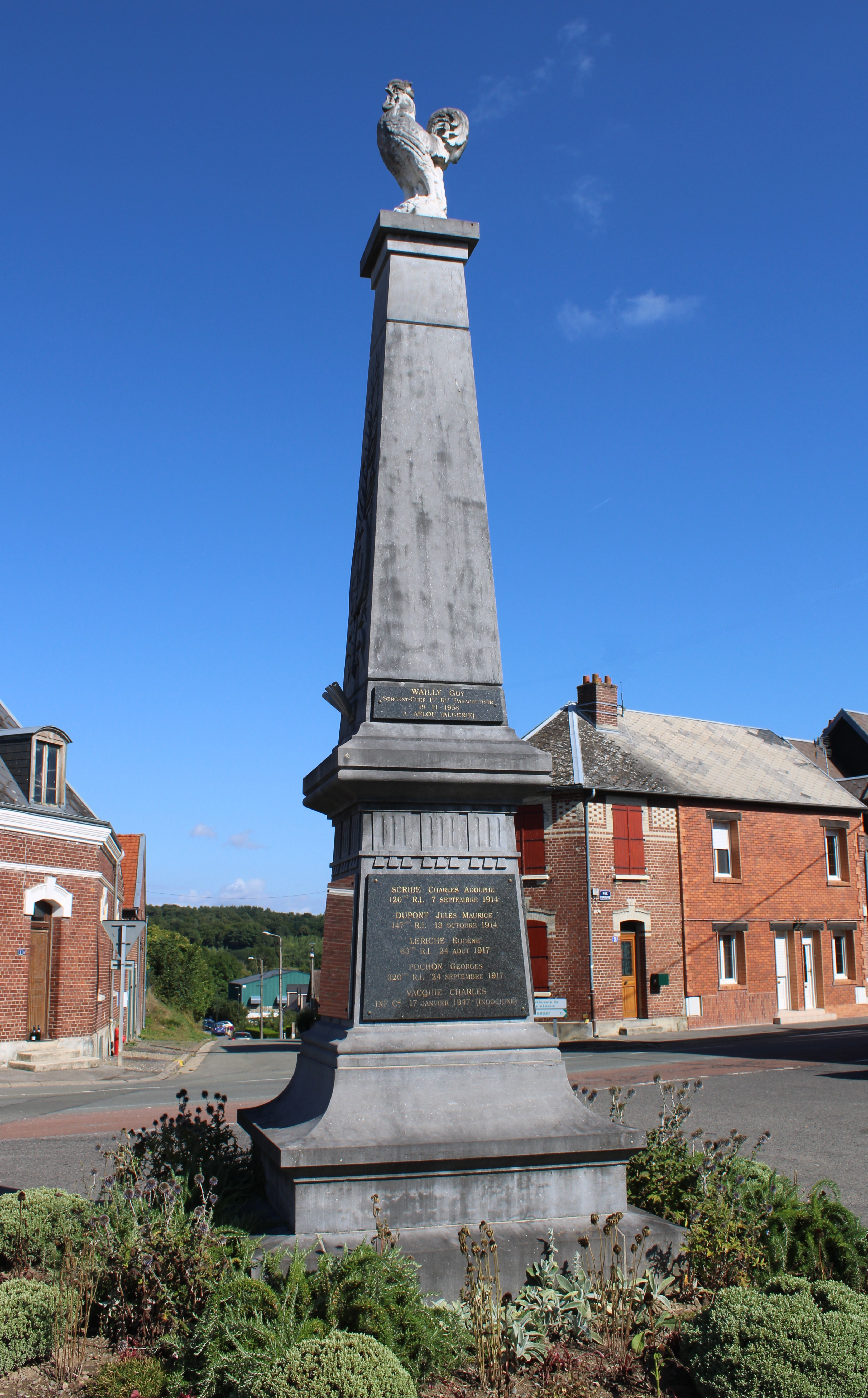
Monument aux morts.
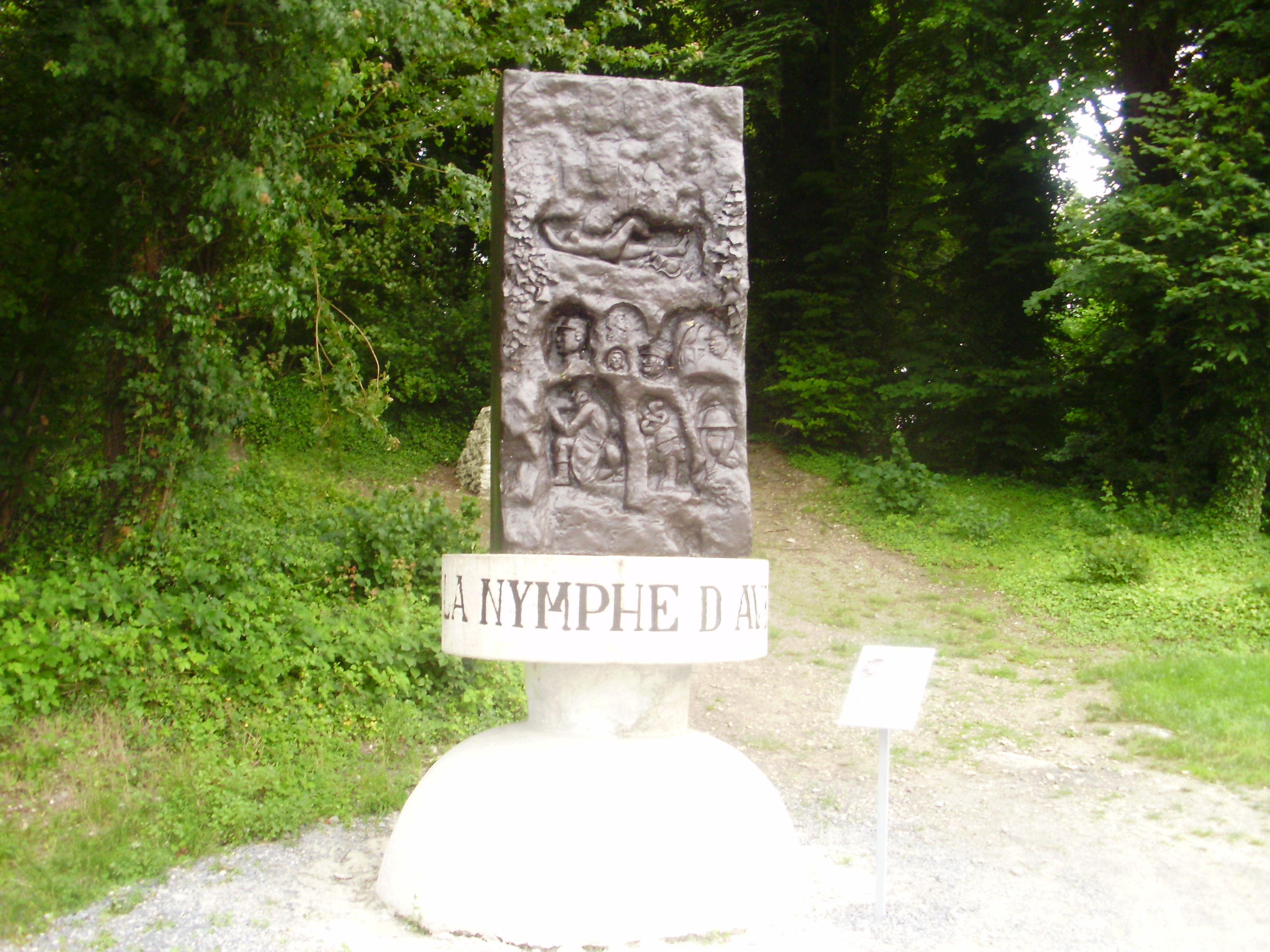
La Nymphe d'Aveluy.
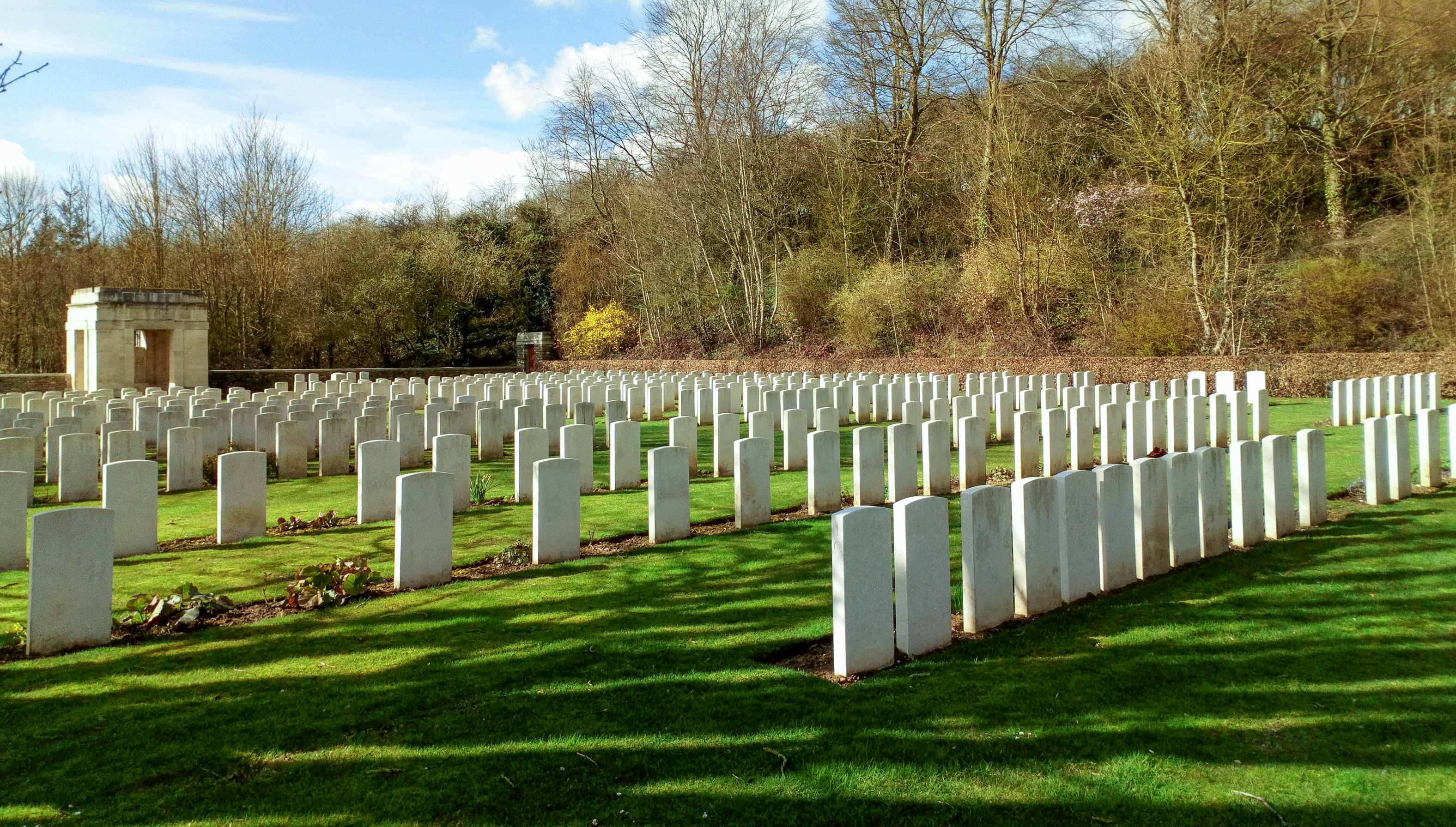
cimetière militaire britannique Blighty Valley
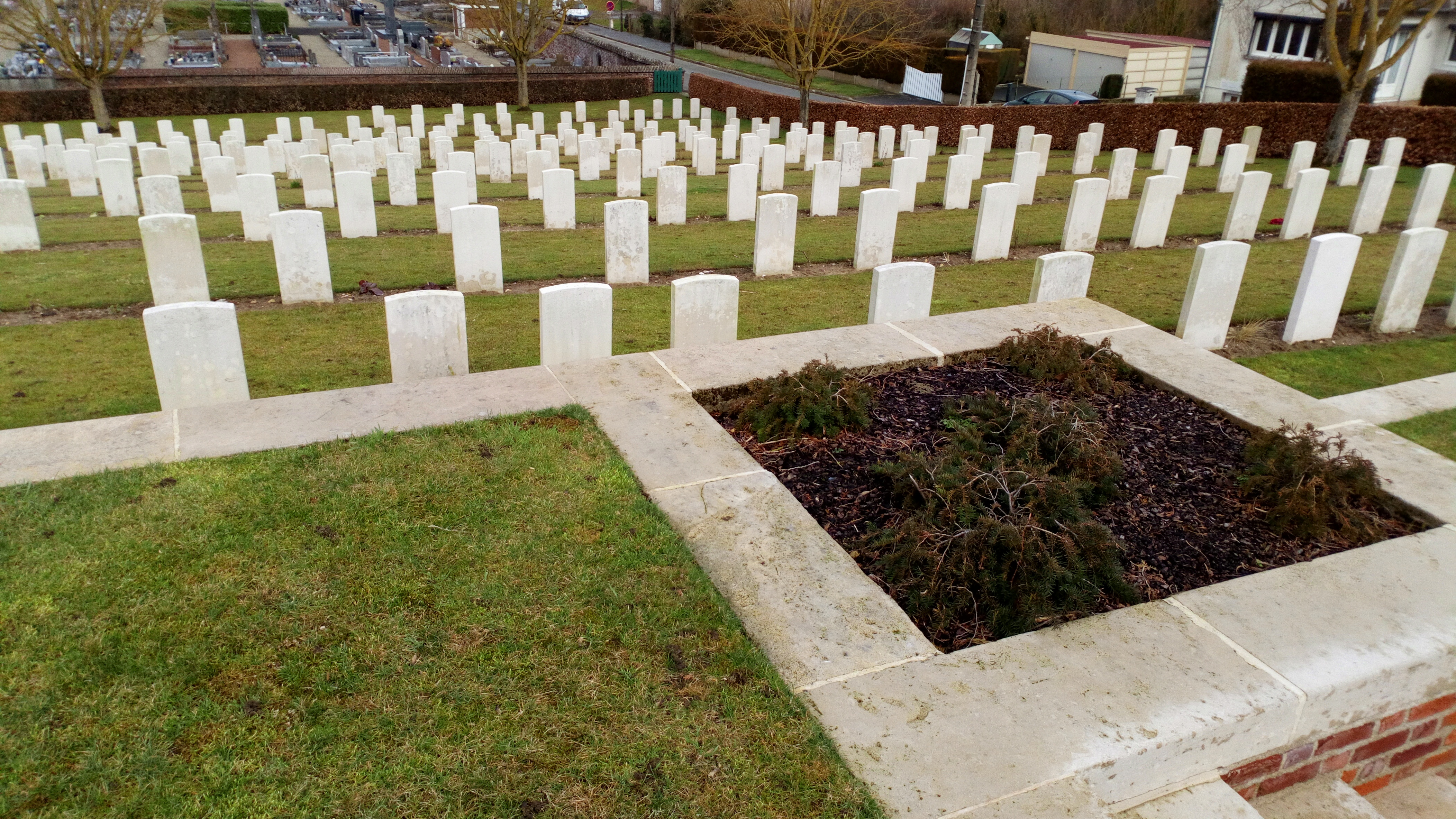
Communal Cemetery Extension
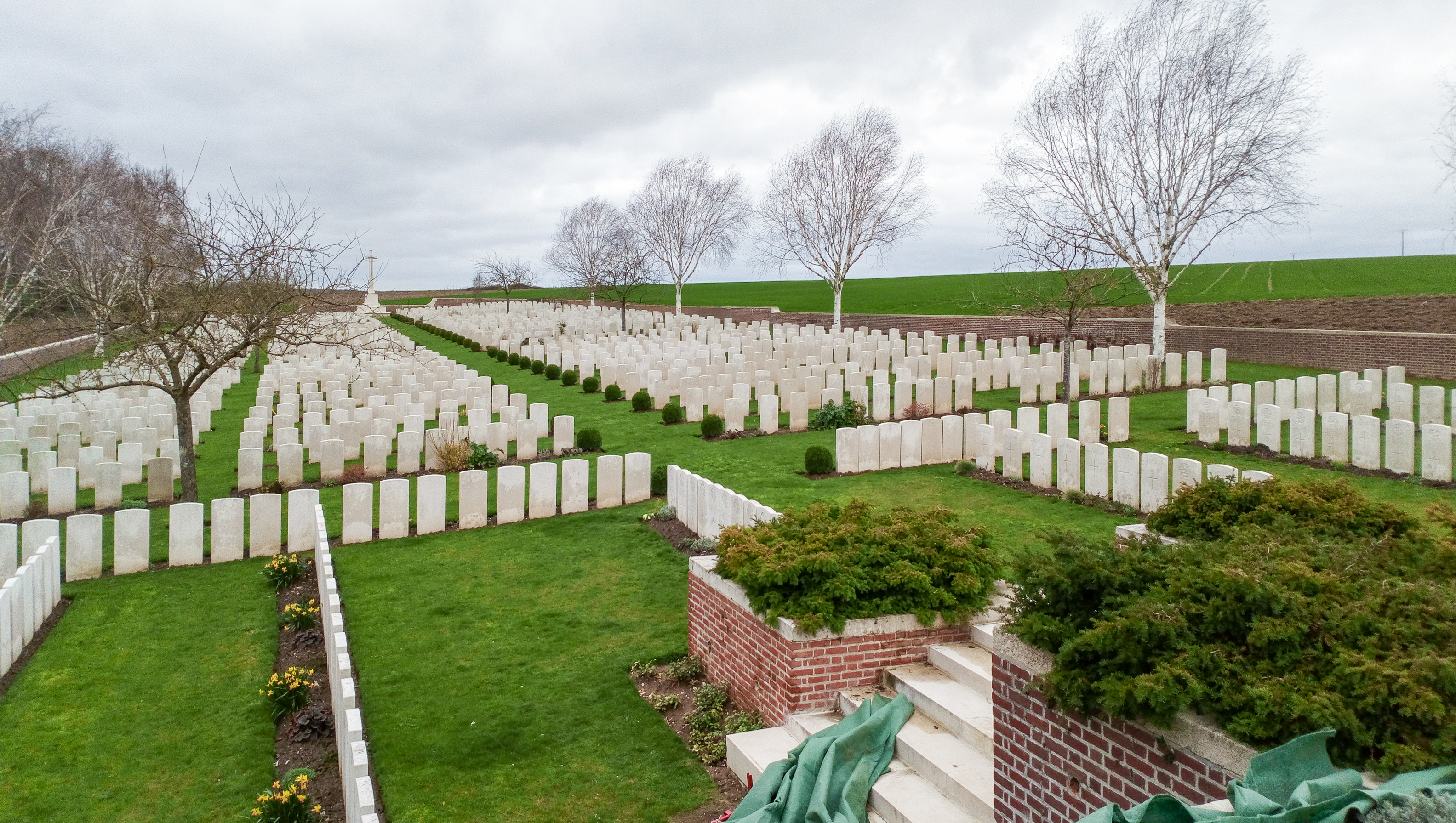
Lonsdale Cemetery

### Personnalités liées à la commune
- Joannes (Jean) d'Aveluy est au nombre des pairs qui souscrivirent la charte communale d'Albert. Il est parfois confondu avec Jean d'Auvillœ, c'est-à-dire Ovillers, qui lui aussi était présent[19].
- En 1213 et 1240, la prévôté d'Encre (Ancre ; Albert), et la seigneurie d'Aveluy, sont attribuées à Élisabeth, la vieille comtesse de Saint-Pol, dame d'Aveluy (1179-1263). Elle épousa Gaucher III seigneur de Châtillon, Crècy, et Pierrefonds. Élisabeth libére de tout service laïc, seize journaux de terres de son fief et domaine sis à la Croix Bellehim, à Aveluy, et approuve l'achat qu'en firent les lépreux d'Encre (Albert) à Gautier le Roux, bourgeois de cette ville[19].
- Sainte Odile d'Aveluy mariée à Baudouin de Beauvoir (1180-1238), soignait les lépreux à la maladrerie d'Aveluy.
- Marguerite d'Aveluy, abbesse de Notre-Dame d'Avesnes, citée en 1409.
- Nicolas Linard d'Aveluy, docteur en théologie à la Sorbonne, né à Aveluy le 23 octobre 1708.
- Le marquis de Fléchin habitait Aveluy.
- Abel Pifre (1852-1928), inventeur, industriel, pionnier de la construction d'ascenseurs en France, maire d'Aveluy de 1909 à 1919 puis d'Albert de 1919 à 1925, conseiller général de la Somme, officier de la Légion d'Honneur.
- Léandre Deflandre, chef de la Résistance (Organisation civile et militaire) d'Albert, mortellement blessé par la Feldgendarmerie à Albert, dont le cadavre fut retrouvé, le 23 juillet 1944, dans le bois d'Aveluy.

### Aveluy dans les arts
- Le Comte d'Aveluy en enfer, conté en juin 1878 à Mailly-de-la-Somme, par Philogone Dignocourt, d'Auchonvillers, élève du pensionnat Breuval[33], retranscrit par Henri Carnoy.

## Pour approfondir